# هاکوبو مورالس
هاکوبو مورالس (اسپانیایی: Jacobo Morales‎؛ زادهٔ ۱۲ نوامبر ۱۹۳۴) بازیگر، شاعر، نویسنده، نمایشنامه‌نویس و کارگردان فیلم اهل پورتوریکو است. وی از سال ۱۹۵۰ میلادی تاکنون مشغول فعالیت بوده‌است.
او را یکی از مهم‌ترین و تأثیرگذارترین کارگردانان تاریخ پورتوریکو می‌دانند.
از فیلم‌ها یا برنامه‌های تلویزیونی که وی در آن نقش داشته است، می‌توان به  موزها (انقلابی قلابی)، بالا سندباکس اشاره کرد.